# Коміно
Комі́но (мальт. Kemmuna) — острів у Середземному морі, входить до Мальтійського архіпелагу та є територією держави Мальта. Адміністративно належить до муніципалітету Айнсілем.
Пам'ятка природи (орнітологічний заказник).

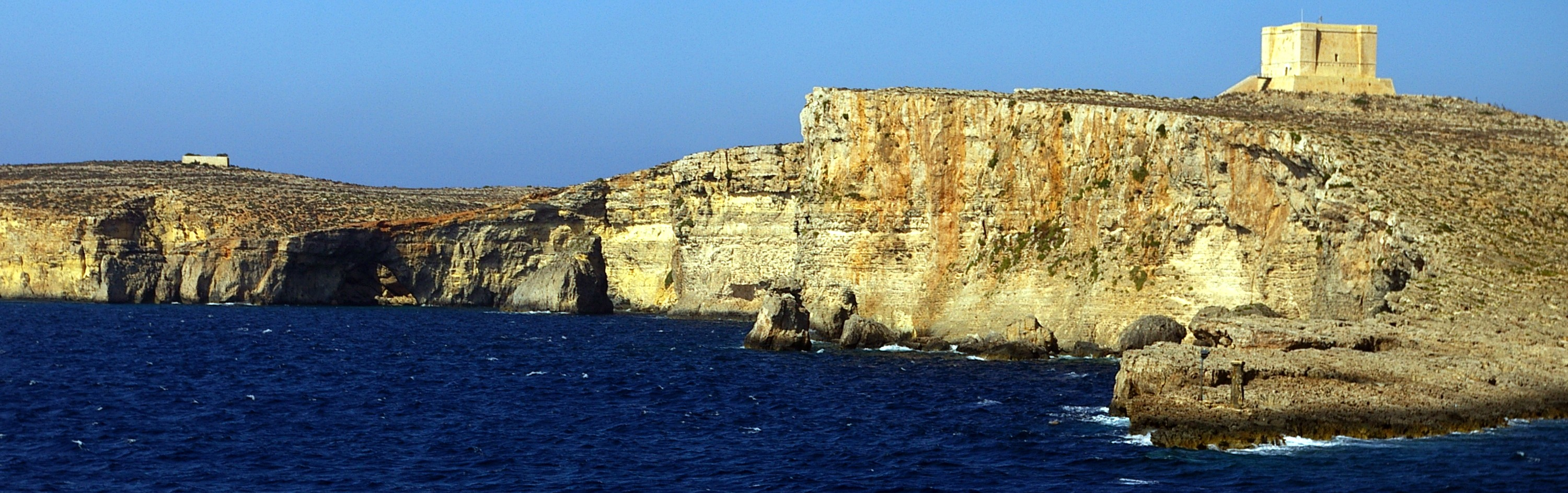
Західний берег Коміно

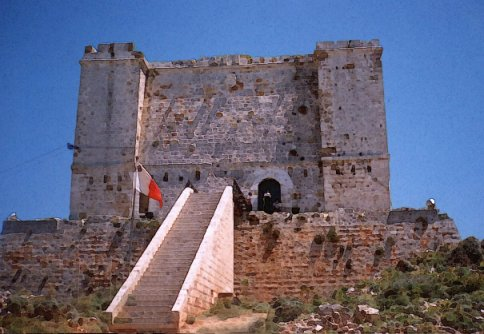
Башта Санта-Марії

Розташований між двома головними островами архіпелагу — островом Мальта на сході та островом Гоцо на заході. Від Мальти відокремлений протокою Південний Коміно (Мальта), а від Гоцо — протокою Північний Коміно. На заході біля Коміно розташований дрібний острів Комінотто, а між ними відома серед туристів Блакитна лагуна.
Загальна площа острова становить 3,5 км². Береги стрімкі, скелясті. Крайня північна точка — мис Емірі, крайня південна — мис Рас-Іль-Іркіка. На останньому встановлено маяк, оскільки повз нього проходить пором між Мальтою та Гоцо. Постійне населення острова становить 4 особи, серед яких священик, поліцейський та наглядач маяка. На південному заході, в бухті Санта-Марія, розташована башта Санта-Марія, збудована 1618 року.
Острів популярний серед туристів та виробників кінофільмів. На острові проходили зйомки таких стрічок, як Троя, Граф Монте-Крісто (для замку використовувалась башта Санта-Марії), Віднесені.
Єдиний на острові готель Comino Hotel розташований на півночі острова та діє лише з квітня по жовтень.